# Branimir Miroslav Tomlekin
Branimir Miroslav Cakić  (pseudonim Branimir Miroslav Tomlekin), (Osijek, 29. svibnja 1944.) vojvođanski književnik, pjesnik, pisac kratkih priča, kolumnist, kroničar i satiričar. Piše na hrvatskom i srpskom jeziku.

## Životopis
U lipnju 1944. godine odlazi s majkom u Hrtkovce. Tu završava osnovnu školu, zatim gimnaziju u Rumi i arhitekturu u Ljubljani. Kao arhitekt radio je u Vukovaru, Banjoj Luci i Novom Sadu, gdje i danas živi kao umirovljenik. Član je HKPD „Jelačić“ iz Petrovaradina, Hrvatskog kulturnog centra iz Novog Sada i HKUPD "Stanislav Preprek", gdje je dvije godine (2016. i 2017.) uspješno vodio Književni klub. 
Zastupljen je u Biografskom leksikonu Hrvata istočnog Srijema.

## Književni rad

### Autorski radovi
1. Salauka (zbirka pjesama), Bistrica, Novi Sad, 2013.
2. Za sve je kriv moj deda (satirično-humoristična zbirka priča), Bistrica, Novi Sad, 2013.
3. Slatko kod Dunje (satirično-humoristična zbirka priča), Bistrica, Novi Sad, 2013.
4. Gaudeamus idi u tur (satirično-humoristična zbirka priča), Bistrica, Novi Sad, 2013.
5. Nasukana mornarica (satirično-humoristična zbirka priča), Bistrica, Novi Sad, 2014.
6. Godine zaslepljujućih boja (ratni roman), Bistrica, Novi Sad, 2014.
7. Hrtkovci, priče o onom što je nekad bilo (povijesne priče), Alfagraf, Petrovaradin, 2015.
8. Hrtkovci, priče o sudbini jednog sela (povijesne priče), Tkanica, Zagreb, 2015.
9. Hrtkovci, priče o staroj kući i o mladosti (autobiografske priče), Alfagraf, Petrovaradin, 2015.
10. Srem na vjetrometini istorije (povijesne crtice), Alfagraf, Petrovaradin, 2016.
11. Gomolava (prikaz arheološkog nalazišta kraj Hrtkovaca), Hrvatski fokus, Zagreb, 2016. u nastavcima.
12. Kako nastaju anđeli (roman), Alfagraf, Petrovaradin, 2017.
13. Pjesme koje treba spaliti (zbirka pjesama), HKUPD "Stanislav Preprek", Novi Sad, 2017.
14. Uvrnute priče (zbirka satiričnih priča), HKUPD "Stanislav Preprek", Novi Sad, 2018.
15. Martina (roman), Tkanica, Zagreb, 2020.
16. Otvorena pisma I, HKUPD "Stanislav Preprek", Novi Sad, 2020.
17. Otvorena pisma II, HKUPD "Stanislav Preprek", Novi Sad, 2020.
18. Plači Vojvodino I, HKUPD "Stanislav Preprek", Novi Sad, 2021.
19. Plači Vojvodino II, HKUPD "Stanislav Preprek", Novi Sad, 2021.
20. Žigicarijada, HKUPD "Stanislav Preprek", Novi Sad, 2021.

### Suautorski radovi
1. Preprekovo proljeće (zbirke pjesama), HKUPD "Stanislav Preprek", Novi Sad, 2010. – 2019.
2. Priča o fotografiji (zbirka kratkih priča), "Hrvatska riječ", Subotica, 2011.
3. Lira naiva 2013. (zbirka pjesama), Hrvatska čitaonica, Subotica, 2013.
4. Lira naiva 2014. (Cidi se život), (zbirka pjesama), Hrvatska čitaonica, Subotica, 2014.
5. Svijetla starih fotografija (zbirka kratkih priča), "CRO-info", Subotica, 2015.
6. Preprekova jesen (zbirke kratkih priča), HKUPD "Stanislav Preprek", Novi Sad, 2016. – 2018.
7. Između kamena i svitanja (zbirka pjesama), KLD "Rešetari", Rešetari, 2016.
8. Dalje do riječi (zbirka pjesama), KLD "Rešetari", Rešetari, 2017.
9. Umjesto mojih ruku (zbirka pjesama), KLD "Rešetari", Rešetari, 2018.
10. Put do istine (zbirka kratkih priča), Hrvatsa nezavisna lista, Subotica, 2018.
11. Opet sam ulovio tišinu (zbirka pjesama), KLD "Rešetari", Rešetari, 2019.
12. Stablo staro, vrijeme slavno (antologija pjesama), HKUPD “Stanislav Preprek”, Novi Sad, 2020.

## Arhitektura
U struci je najviše projektirao individualne stambene objekte, a kao djelatnik Nacionalnog parka Fruška gora, projektant je Informativnog centra na Iriškom vijencu.

## Vanjske poveznice
- Otvoren Informativni centar Fruške gore, www.rtv.rs (srp.)